# Kvarnarps gård
Kvarnarps gård i Eksjös utkant är känd redan på 1100-talet och har fått sitt namn av gårdskvarnen, Munka kvarn som under medeltiden tillhörde Alvastra. Den mest namnkunniga personen i ägarlängden är borgmästare Johan Lorentz Munthe (1729–1795). Det var han som i Alice Tegnérs barnvisa "red på sin Brunte".

## Byggnaden
Den kvadratiska huvudbyggnaden från 1811–1813 uppfördes av länsbyggmästare Anders Sundström åt överstelöjtnanten Gustaf Adolf Rappe. Huset är inspirerat av Andrea Palladios klassiska formspråk. Det har varit privatbostad för gårdens olika ägare fram till 1940-talet då det blev Jönköpings läns hemvärnsskola. 
Eksjö stad köpte Kvarnarps gård 1958 och i början av 1960-talet genomgick huvudbyggnaden en genomgripande ombyggnad till hushållsskola, vilket den fungerade som fram till 1991. I början av 2000-talet startades ett flerårigt renoveringsprojekt för att återställa huset till mer ursprungligt skick, men också användbart för olika verksamheter som kafé, kontor m m. Idag, augusti 2015 står huvudbyggnaden tom och i väntan på nya hyresgäster. I en av gårdsbyggnaderna återfinns Qvarnarps byggnadsvårdsbutik.